# HLA-G
L'antigène du complexe majeur d'histocompatibilité, la molécule HLA-G, de classe I non classique, est impliquée dans la tolérance du système immunitaire et particulièrement dans la tolérance fœto-maternelle.
Elle est définie comme une molécule HLA non-classique de classe I parce qu'elle diffère des molécules HLA classiques de classe I par sa diversité génétique, son expression, sa structure et ses fonctions. Elle a été décrite pour la première fois avec ses applications cliniques, par Edgardo D. Carosella et son équipe à l’hôpital Saint-Louis (Paris).
De même qu'existent à la surface des globules rouges des marqueurs antigéniques qui définissent les groupes sanguins (A, B et Rhésus) et régissent les lois de la transfusion sanguine, il existe à la surface de la plupart des cellules de l'organisme des antigènes tissulaires d'histocompatibilité nommés antigènes HLA pour Human Leukocyte Antigen qui gouvernent les lois de la transplantation d’organes.
Le système des antigènes HLA est toutefois beaucoup plus complexe que celui des groupes sanguins. Les antigènes HLA sont codés par quatre types de gènes HLA-A, -B, -C et -D, qui présentent chacun un grand nombre de variantes au niveau de l'ADN (polymorphisme allélique) qui vont donner un nombre de combinaisons qui dépassent de presque trois fois le nombre d’habitants sur la Terre. Ainsi, chaque individu présente à la surface de ses cellules une combinaison de molécules HLA qui lui est propre et, à l'exception des jumeaux homozygotes, chaque individu est unique et rejettera toute greffe d'organes possédant des molécules HLA différentes (situation d'histoincompatibilité).
Dans ce contexte, les neuf mois de grossesse apparaissent comme une énigme immunologique. Le fœtus qui exprime pour moitié les antigènes de la mère et pour moitié les antigènes du père, peut en effet être considéré comme une greffe semi-incompatible. Cependant, en règle générale, le fœtus est toléré par la mère durant les neuf mois de grossesse sans aucun signe de rejet. Bien qu’étroitement en contact avec les tissus maternels utérins environnants, le fœtus est isolé du système immunitaire maternel par le trophoblaste (terme utilisé au début de la grossesse puis remplacé par placenta à partir du second trimestre de grossesse) qui l’entoure. Aucun antigène HLA ne s’exprime à la surface du trophoblaste placentaire, à l’exception de HLA-G et cette expression apparaît dès le premier jour de la fécondation,.

## Expression
À la différence des autres antigènes HLA-A, -B et -C dits antigènes classiques de classe I exprimés sur presque toutes les cellules nucléées de l’organisme, la protéine HLA-G, dans des situations non pathologiques, n’est exprimée qu’à la surface du cytotrophoblaste, des cellules épithéliales thymiques, de la cornée et dans le liquide amniotique. Néanmoins, la transcription de son ARNm est présente dans presque toutes les cellules de l’organisme. Cet antigène HLA joue un rôle essentiel dans la tolérance immunitaire et tout particulièrement dans la tolérance fœto-maternelle.

## Structure
Le gène HLA-G est organisé en 8 exons séparés par 7 introns. Il est transcrit en ARNm différents du fait d’un épissage alternatif,,, qui génèrent des protéines différentes. Les plus étudiées sont quatre ancrées à la membrane cellulaire (HLA-G1, -G2, -G3 et -G4) et trois produites sous forme de protéines solubles sécrétées par la cellule (HLA-G5, -G6 et -G7).
La protéine HLA-G1 est de structure similaire aux antigènes HLA classiques avec 3 domaines extracellulaires α1, α2, α3 associés à la chaîne légère de la molécule de classe I, la B2 microglobuline. Sa partie cytoplasmique plus courte permet de distinguer la molécule HLA-G1 : 39kDa versus 45kDa pour les molécules HLA classiques. Les isoformes membranaires présentent la particularité d’avoir perdu 1 ou 2 domaines extracellulaires. 
Le transcrit HLA-G2 ne comprend pas l’exon 3, c’est-à-dire qu’il code une protéine dans laquelle les domaines α1 et α3 sont directement joints. Le transcrit HLA-G3 ne contient ni l’exon 3, ni l’exon 4, c’est-à-dire qu’il code une protéine constituée par le seul domaine α1. Le transcrit HLA-G4 ne contient pas l’exon 4, c’est-à-dire qu’il code une protéine dans laquelle les domaines α1 et α2 sont directement joints (7.8). Des nouvelles isoformes, ne contenant pas le domaine α1  ou ayant un peptide signal extendu en 5’, ont été récemment identifiées. 

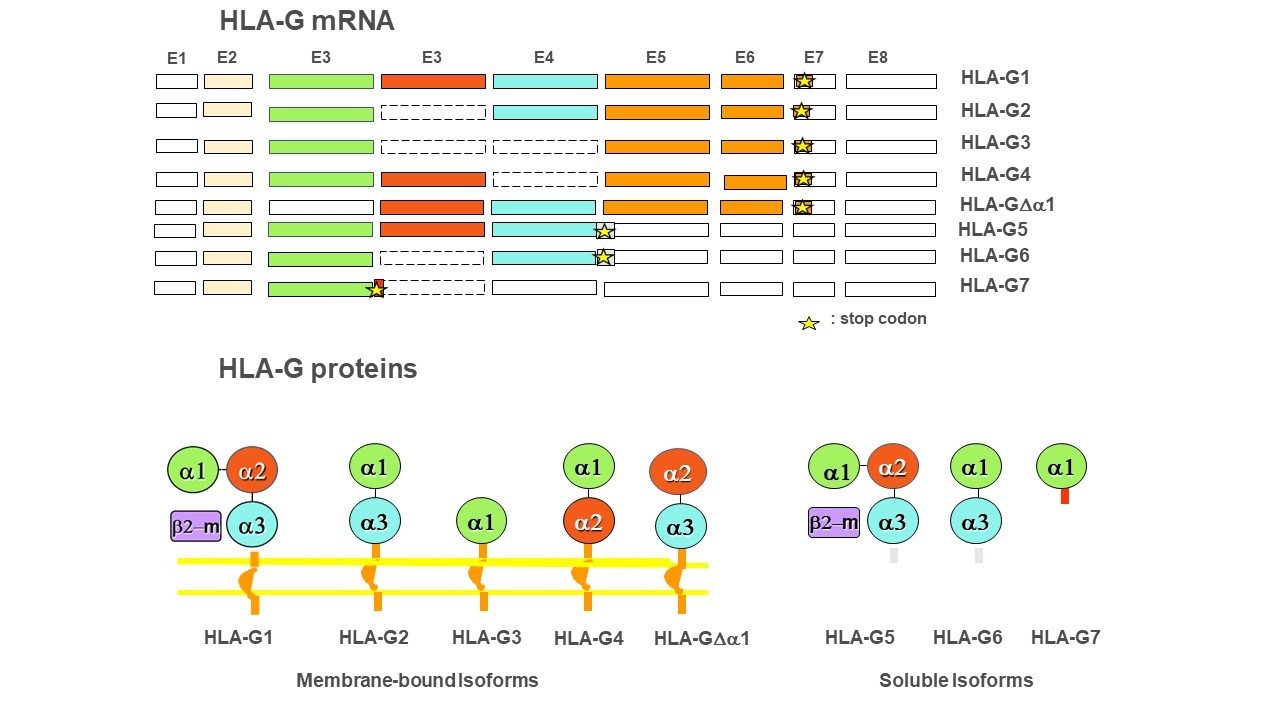
Représentation schématique des transcrits alternatifs et isoformes protéiques correspondantes pour HLA-G. Adapté de Carosella et al. (2002 et 2019) HLA-G protein processing and transport to the cell surface

Les protéines solubles sont caractéristiques du gène HLA-G et diffèrent des antigènes solubles classe I classiques. Elles sont synthétisées car la partie transmembranaire de la protéine n'est pas produite en raison d'un signal d'arrêt situé dans l’intron 5.
HLA-G peut être exprimée à la surface des cellules tumorales ou sécrétée sous forme soluble, ou encore être incluse dans des vésicules d’exosomes sécrétées par la tumeur. Mais son expression ne concerne pas uniquement les cellules tumorales, elle est également retrouvée au niveau des cellules immunitaires infiltrant la tumeur, préférentiellement les cellules présentatrices d’antigènes.

## Polymorphisme
Le polymorphisme de la molécule HLA-G est très réduit. Seules 21 variantes protéiques sont encodées par 74 allèles auxquels s’ajoutent 4 allèles nuls. Néanmoins, le polymorphisme est élevé dans les régions régulatrices situées en amont (5’) et en aval (3’) du gène et affecte le niveau d’expression de HLA-G avec une portée fonctionnelle. À cet égard il influence le taux et la stabilité de l’ARNm et l’expression de la protéine soluble par les cellules mononucléaires du sang périphérique (CMSP). Le polymorphisme HLA-G est associé à des pathologies de la grossesse (avortements spontanés répétitifs, pré éclampsie…) , au succès ou non de la transplantation d’organe, à la susceptibilité et l’évolution de maladies inflammatoires, autoimmunes et de la cancérogenèse.  En outre, les variantes HLA-G sont des marqueurs génétiques prometteurs pour prédire la susceptibilité à une infection virale, son ampleur et l'évolution de la maladie. Les données disponibles concernent principalement le VIH-1 et le HPV, mais aussi le HCV, le HBV, le hCMV, le HTLV-1, le EBV, le EV71 et le polymavirus BK, avec un intérêt particulier pour le 3'UTR du HLA-G (9.10).

## Fonction Immunologique
Trois récepteurs ont été décrits pour la molécule HLA-G : ILT2/CD85j/LILRB1 (ILT2), ILT4/CD85d/LILRB2 (ILT4), et KIR2DL4/CD158d (KIR2DL4).
ILT2 est exprimé par les cellules B, les cellules T, les cellules NK, les cellules dendritiques et les macrophages. ILT4 est exprimé par les cellules dendritiques, les monocytes et les macrophages. Pour ce qui concerne KIR2DL4, son expression est principalement limitée aux sous-populations des cellules NK déciduelles et à une minorité de cellules NK périphériques. HLA-G, à travers ses récepteurs exprimés sur ces populations immunitaires, peut agir sur la plupart des fonctions du système immunitaire; notamment, le point de contrôle HLA-G/ILT2/ILT4 inhibe à la fois les réponses immunitaires innées et adaptatives. 

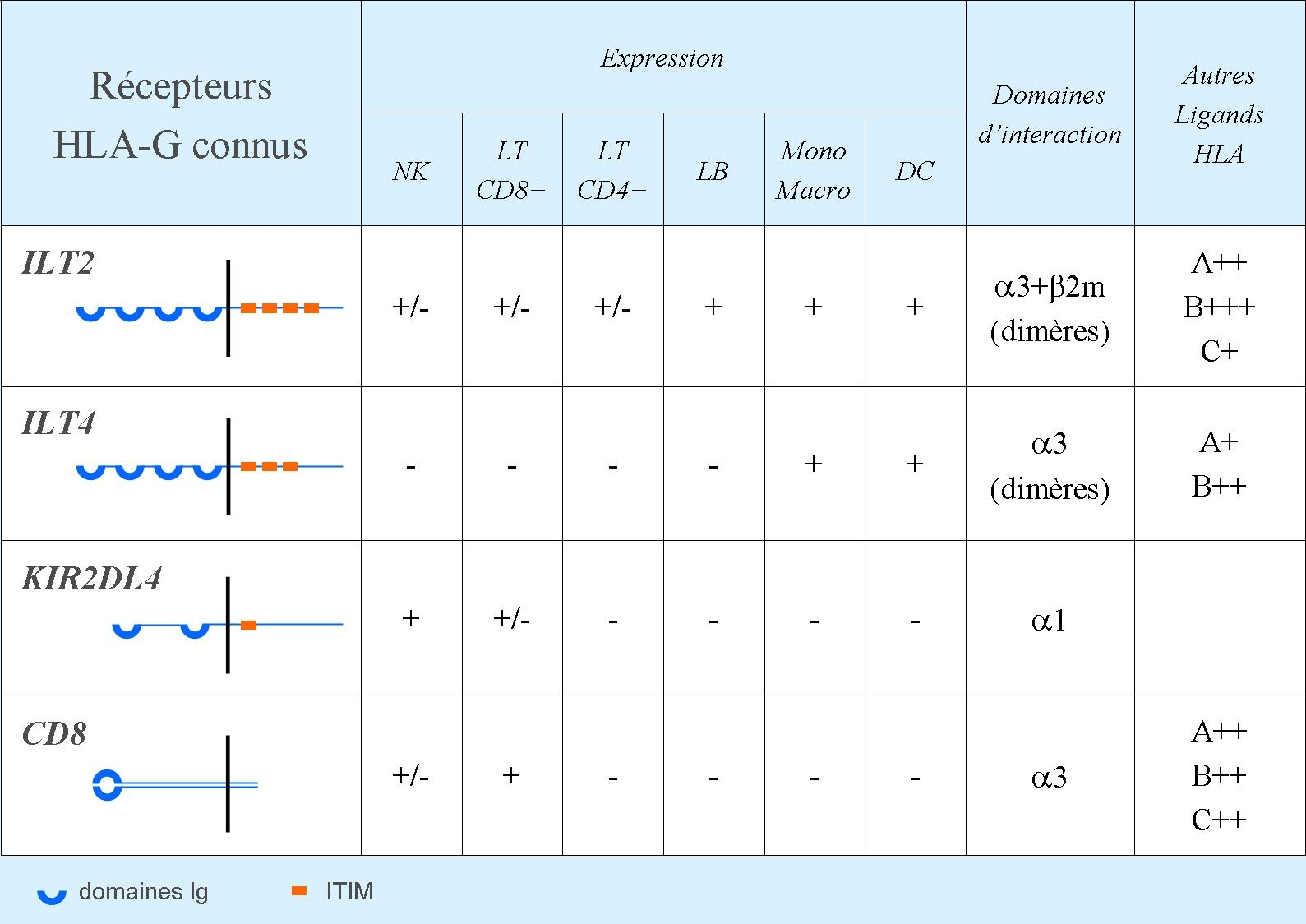
Représentation schématique des récepteurs de HLA-G connus à ce jour. Adapté de Carosella et al. (2008) Beyond the increasing complexity of the immunomodulatory HLA-G molecule

Du point de vue fonctionnel, les différentes isoformes de la molécule HLA-G inhibent l’activité cytolytique des cellules NK et des lymphocytes cytotoxiques antigènes-spécifiques CTLs,,, inhibent aussi la réponse proliférative allogénique des cellules T CD4+, des cellules T régulatrices et la maturation fonctionnelle des cellules dendritiques (DCS),,. L’isoforme soluble G-5 est capable d’induire aussi la différenciation des cellules T régulatrices et l’apoptose des cellules T CD8,. Enfin, il est aussi démontré que HLA-G inhibe la prolifération, la différenciation des cellules B et la production d’anti-corps.

## Pertinence de HLA-G dans la grossesse
Au cours de la grossesse, l’expression de la molécule HLA-G dans le trophoblaste et plus précisément le syncytio-trophoblaste, neutralise la fonction destructrice des cellules NK. L’expression de cette molécule, dite « molécule de tolérance », constitue un mécanisme d'échappement à l'immuno-surveillance et protège les cellules fœtales de l'agression des cellules immunes maternelles. Un défaut d’expression de HLA-G conduit à une rupture de la tolérance fœto-maternelle et au rejet du fœtus.
Pour des placentas normaux, le degré d’invasivité du trophoblaste est corrélé au niveau d’expression de HLA-G. Dans la pré-éclampsie, une pathologie de la grossesse conduisant à un avortement, il y a un déficit global d’expression protéique de HLA-G associé à une absence d’expression de l’isoforme HLA-G3. Cette altération est reliée dans les profils d’expression de HLA-G à un polymorphisme de la région 3’ non traduite de l’ARNm de HLA-G.
L’expression de formes solubles de la molécule HLA-G par le tissu fœtal est indispensable à son implantation et ceci a été démontré par la corrélation entre la concentration de HLA-G soluble dans les surnageants de culture d’embryons issus de fécondation in vitro et le succès de l’implantation et de la grossesse consécutive,.

## Pertinencein vivode HLA-G en transplantation
HLA-G jouant un rôle crucial dans la tolérance fœto-maternelle, exemple physiologique parfait d’une tolérance réussie aux greffes semi-allogéniques, l’hypothèse qu’elle puisse contribuer à l’induction d’un état de tolérance en transplantation a été émise.
Le rejet d’une greffe allogénique est un événement complexe. Si les cellules potentiellement allo-réactives sont des cellules NK, elles doivent atteindre la greffe, adhérer au tissu et finalement le lyser. Cependant, si les cellules potentiellement réactives sont des lymphocytes T, une réponse allogénique doit être initiée à travers : (i) une capture et une présentation d’allo-antigènes provenant du greffon par les APCs infiltrantes ; (ii) une maturation de ces APCs ; (iii) une stimulation réciproque des lymphocytes allo-spécifique T CD4+, CD8+ et des APCs ; (iv) une migration des cellules cytolytiques vers la greffe et finalement ; (v) une lyse des cellules du greffon conduisant au rejet.
Les données in vitro indiquent que HLA-G est capable d’interférer avec chacune de ces étapes, empêchant ainsi la réaction de rejet. Son expression a été étudiée sur plus de mille patients greffés de : cœur, rein, foie-rein, et poumon. Chez ceux où HLA-G s’exprimait dans le greffon et/ou dans le plasma une acceptation sensiblement meilleure de la greffe a été constatée, avec une diminution significative du nombre d’épisodes de rejet aigu et une diminution ou absence de rejet chronique. HLA-G favorise la tolérance aux greffes d’organes.

## Pertinence biologique de la molécule HLA-G en immunologie des tumeurs
Les propriétés inhibitrices de HLA-G à l’encontre des cellules immunitaires présument de la capacité des tumeurs qui expriment cette molécule à échapper à l’élimination par le système immunitaire.
En effet, HLA-G exprimée par les cellules tumorales permet à ces dernières d’échapper à la destruction immunitaire en inhibant la fonction des cellules immuno-compétentes infiltrantes telles que les cellules NK, CTL et APC via l’interaction avec leurs récepteurs inhibiteurs de surface (i.e. ILT-2, ILT-4 et KIR2DL4).
HLA-G peut être exprimée à la surface des cellules tumorales ou sécrétée sous forme soluble, ou encore être incluse dans des vésicules d’exosomes sécrétées par la tumeur. Mais son expression ne concerne pas uniquement les cellules tumorales, elle est également retrouvée au niveau des cellules immunitaires infiltrant la tumeur, préférentiellement les cellules présentatrices d’antigènes,,,,. 
L'expression du HLA-G a une incidence élevée dans la plupart des tumeurs, est un facteur de mauvais pronostic associé à une propagation métastatique, en outre des cytokines telles que le GM-CSF, les interférons, le TNF-alpha et l'IL-10 induisent l'expression et la sécrétion de HLA-G chez ces patients.

## Maladies infectieuses
La plupart des infections virales induisent la destruction des cellules infectées et leur élimination par le système immunitaire. Néanmoins, les virus mettent en place des stratégies d'échappement à la réponse immunitaire de l'hôte dans lesquelles HLA-G est impliquée.
Dans les infections par des virus neurotropes, deux virus, l’herpès simplex type 1 (HSV-1) et le virus de la rage (RABV) induisent l’expression neuronale de plusieurs isoformes HLA-G. Il en va de même après infection par le virus de l'immunodéficience humaine (VIH).

## Conclusion
La molécule HLA-G est une molécule de tolérance au sein des antigènes HLA qui sont des molécules de différence et de défense. Elle joue un rôle essentiel dans la tolérance fœto-maternelle et les greffes d’organes, mais aussi dans l’échappement à l’immune surveillance de l’hôte des cellules tumorales ou des cellules infectées par certains virus. 
La molécule HLA-G a été l’un des sujets proposés aux candidats du Baccalauréat, série S, en juin 2000.